# Gençlerbirliği Ankara
Gençlerbirliği Ankara (dt.: Jugendvereinigung bzw. Jugendunion Ankara) ist ein Fußballverein aus der türkischen Hauptstadt Ankara. Die Mannschaft spielt in der TFF 1. Lig, der zweithöchsten Spielklasse der Türkei. Der Verein trägt seine Heimspiele im Eryaman Stadyumu aus, welches mit dem Lokalrivalen MKE Ankaragücü geteilt wird. Der Verein ist landesweit als Talentschmiede bekannt.

## Geschichte
Der Verein wurde am 14. März 1923 gegründet. Von 1977 bis Januar 2017 war İlhan Cavcav Präsident des Clubs, der den Verein durch gutes Management zu einer der Topadressen der Türkei machte. Bekannt ist der Verein durch gute Talentsichtung junger europäischer und afrikanischer Spieler. Von den 1990er Jahren bis hin zur Mitte der 2000er konnte sich der Verein zumeist in der oberen Tabellenhälfte der Liga behaupten; ab den Jahren 2007/08 folgten eher schwache Saisonleistungen, wo der Verein unter anderem in der Saison 2008/09 dem Abstieg nur knapp entging. In den Jahren 1987 und 2001 holte die Mannschaft zweimal den Pokaltitel.
Gençlerbirliği bezwang im Achtelfinale um den türkischen Pokal der Saison 1996/97 Galatasaray Istanbul nach Elfmeterschießen mit einem rekordverdächtigen Ergebnis von 17:16. Das Spiel inklusive des Elfmeterschießens dauerte etwa drei Stunden. Ein ähnlich torreiches Elfmeterschießen folgte im Jahre 2008, als der Verein das türkische Pokalfinale gegen Kayserispor mit 10:11 verlor.
International sorgte die Mannschaft in der Saison 2003/04 für Furore. Nachdem sie im UEFA-Cup favorisierte Vereine wie Sporting Lissabon, Blackburn Rovers und den FC Parma ausgeschaltet hatte, erreichten sie das Achtelfinale. Dort besiegte der Verein im Hinspiel den FC Valencia (der in derselben Saison den UEFA-Cup gewann) mit 1:0, schied jedoch im Rückspiel mit 0:2 nach Verlängerung aufgrund des Silver Goals aus.
In der Saison 2015/16 beschäftigte Gençlerbirliği im ersten Halbjahr fünf Trainer.
Nach dem Ende der Partie zwischen Gençlerbirliği und Galatasaray Istanbul ereignete sich am 13. März 2016 unweit des Fußballgeschehens ein Autobombenanschlag in der Innenstadt Ankaras.
Am Ende der Saison 2017/18 stieg Gençlerbirliği Ankara nach 29-jähriger Zugehörigkeit zur Süper Lig als Tabellenvorletzter ab. In der darauffolgenden Saison 2018/19 gelang jedoch der sofortige Wiederaufstieg als Tabellenzweiter in die höchste Fußballliga der Türkei.

## Club-Rekorde

### Rekordspieler
| Rang                 | Name            | Einsätze | Zeitraum  |
| -------------------- | --------------- | -------- | --------- |
| 01.                  | Tevfik Kutlay   | 295      | 1959–1970 |
| 02.                  | Zeynel Soyuer   | 271      | 1959–1970 |
| 03.                  | Avni Okumuş     | 259      | 1983–1993 |
| 04.                  | Selçuk Çakmaklı | 256      | 1959–1970 |
| 05.                  | Nihat Baştürk   | 255      | 1994–2005 |
| 06.                  | Metin Diyadin   | 232      | 1989–1998 |
| 07.                  | Mehmet Şimşek   | 214      | 1993–2001 |
| 08.                  | Orhan Yüksel    | 205      | 1959–1966 |
| 09.                  | Erkan Sözeri    | 186      | 1992–1998 |
| 10.                  | İhsan Temen     | 185      | 1959–1966 |
| Stand: 10. März 2019 |                 |          |           |

| Rang                 | Name             | Tor | Einsätze | Tor/Spiel |
| -------------------- | ---------------- | --- | -------- | --------- |
| 01.                  | Andre N’Gole     | 65  | 136      | 0,48      |
| 02.                  | Orhan Yüksel     | 57  | 205      | 0,28      |
| 03.                  | Avni Okumuş      | 54  | 259      | 0,21      |
| 04.                  | Souleymane Youla | 50  | 112      | 0,45      |
| 05.                  | Ümit Karan       | 49  | 137      | 0,36      |
| 06.                  | Zeynel Soyuer    | 46  | 271      | 0,17      |
| 07.                  | Tevfik Kutlay    | 39  | 295      | 0,13      |
| 08.                  | Abdullah Çevrim  | 34  | 122      | 0,28      |
| 08.                  | Bogdan Stancu    | 34  | 91       | 0,37      |
| 10.                  | Isaac Promise    | 29  | 93       | 0,31      |
| Stand: 10. März 2019 |                  |     |          |           |

## Erfolge

### International
- UEFA-Cup:
  - Achtelfinale 2003/04 (1:0 und 0:2 [n. SG] gegen den späteren Turniersieger FC Valencia)

### National
- Süper Lig:
  - 3. Platz 1965/66, 2002/03
- TFF 1. Lig:
  - Meisterschaft 1982/83, 1988/89
  - Aufstieg 1982/83, 1988/89, 2018/19
- Türkischer Fußballpokal:
  - Sieger 1986/87, 2000/01
  - Finale 2002/03, 2003/04, 2007/08
- TSYD-Ankara-Pokalsieger:
  - 1968/69, 1978/79, 1984/85, 1985/86, 1988/89, 1992/93, 1993/94, 1997/98, 2001/02, 2006/07, 2008/09, 2009/10, 2010/11, 2011/12

## Ligazugehörigkeit
- 1. Liga: 1959–1970, 1983–1988, 1989–2018, 2019–2021, ab 2025
- 2. Liga: 1970–1979, 1980–1983, 1988–1989, 2018–2019, 2021–2025
- 3. Liga: 1979–1980

## Kader der Saison 2024/25
- Letzte Aktualisierung: 31. März 2025[5][6]

| Nr.        | Nat.      | Name               | Geburtstag    | im Verein seit | Vertrag bis |
| Tor        | Tor       | Tor                | Tor           | Tor            | Tor         |
| ---------- | --------- | ------------------ | ------------- | -------------- | ----------- |
| 01         | Turkei    | Ebrar Aydın        | 3. Sep. 2000  |                |             |
| 13         | Turkei    | Orkun Özdemir      | 23. Apr. 1995 | 2023           | 2025        |
| 18         | Turkei    | Erhan Erentürk     | 30. Mai 1995  |                |             |
| Abwehr     |           |                    |               |                |             |
| 04         | Turkei    | Abdullah Şahindere | 9. Juni 2003  |                |             |
| 12         | Turkei    | Oğuzhan Berber     | 10. Apr. 1992 | 2024           | 2024        |
| 15         | Slowenien | Žan Žužek          | 26. Jan. 1997 |                |             |
| 17         | Turkei    | Yasin Güreler      | 2. Juli 1991  | 2023           | 2025        |
| 24         | Turkei    | Alperen Babacan    | 18. Juli 1997 | 2023           | 2024        |
| 27         | Turkei    | Emirhan Ünal       | 4. Feb. 2005  |                |             |
| 88         | Turkei    | Fıratcan Üzüm      | 4. Juni 1999  |                |             |
| 90         | Turkei    | Sinan Osmanoğlu    | 9. Jan. 1990  |                |             |
| Mittelfeld |           |                    |               |                |             |
| 05         | Nigeria   | Oghenekaro Etebo   | 1. Jan. 1995  | 2023           | 2025        |
| 06         | Turkei    | Buğra Çağıran      | 1. Jan. 1995  | 2023           | 2025        |
| 14         | Polen     | Michał Nalepa      | 24. März 1995 |                |             |
| 20         | Turkei    | Ensar Kemaloğlu    | 5. Okt. 1998  | 2023           | 2025        |
| 20         | Turkei    | Mikail Okyar       | 23. Jan. 1999 |                |             |
| 21         | Schweden  | Jimmy Durmaz       | 22. März 1998 | 2024           | 2025        |
| 23         | Syrien    | Aias Aosman        | 21. Okt. 1994 | 2024           | 2025        |
| Sturm      |           |                    |               |                |             |
| 02         | Senegal   | Moussa Djitté      | 4. Okt. 1999  |                |             |
| 07         | Turkei    | Metehan Mimaroğlu  | 7. Juli 1994  |                |             |
| 08         | Turkei    | Samed Onur         | 15. Juli 2002 |                |             |
| 09         | Mali      | Mustapha Yatabaré  | 11. Jan. 1999 | 2023           | 2024        |
| 19         | Nigeria   | Olarenwaju Kayode  | 8. Mai 1993   | 2023           | 2025        |
| 89         | Brasilien | Amilton            | 12. Aug. 1989 | 2023           | 2025        |

## Trainer
- Yüksel Doğanay (1960–1970)
- Oktay Arıca (1970–1971)
- Kazım Türesin (1971–1972)
- Yüksel Doğanay (1972–1973)
- Fehmi Baştüzel (1973–1974)
- Tevfik Kutluay (1975)
- Avni Bulduk (1975)
- Fehmi Baştüzel (1975–1976)
- Anvi Bulduk (1976)
- Oktay Arıca (1976–1977)
- Ruhi Yavuz (1977–1978)
- Fehmi Baştüzel (1978–1981)
- Mümtaz Tümer (1981)
- Fehmi Baştüzel (1981)
- Enver Ürekli (1981)
- Teoman Yamanlar (1981–1982)
- Kadri Aytaç (1982–1983)
- Tınaz Tırpan (1983–1985)
- Erkan Kural (1985–1986)
- Metin Türel (1986–1987)
- Hüsnü Macurni (1987)
- Tınaz Tırpan (1987–1988)
- Kadri Aytaç (1988)
- İbrahim Aydın (1988)
- Teoman Yamanlar (1988)
- Erkan Kural (1988–1989)
- Gündüz Tekin Onay (1989–1990)
- Metin Türel (1990)
- Jozef Jarabinský (1990–1991)
- Aldoğan Argon (August 1991 – April 1992)
- Battal Tokyay (April 1992 – Mai 1992)
- Valeri Nepomniachi (1992–1993)
- Gurban Berdiýew (1993–1994)
- Augusto Palacios (1994)
- Zafer Göncüler (1994–1995)
- Metin Türel (1995)
- Georges Heylens (1995–1996)
- Metin Türel (1996)
- Sadi Tekelioğlu (1996–1997)
- Teoman Yamanlar (1997)
- Luka Peruzović (1997)
- Yılmaz Vural (1997–1998)
- Karol Pecze (1998–2000)
- Samet Aybaba (2000–2001)
- Hasan Gül (2001)
- Walter Meeuws (2001)
- Erdoğan Arıca (2001–2002)
- Ersun Yanal (2002–2004)
- Erdoğan Arıca (2004)
- Oğuz Çetin (2004)
- Ziya Doğan (2004–2005)
- Mesut Bakkal (2005–2007)
- Fuat Çapa (2007)
- Reinhard Stumpf (2007)
- Bülent Korkmaz (2007–2008)
- Mesut Bakkal (2008)
- Samet Aybaba (2008–2009)
- Thomas Doll (Juni 2009 – Oktober 2010)
- Ralf Zumdick (Oktober 2010 – April 2011)
- Mustafa Kaplan 3 (April 2011 – Mai 2011)
- Fuat Çapa (Juni 2011 – Mai 2013)
- Metin Diyadin (Mai 2013 – Oktober 2013)
- Mehmet Özdilek (Oktober 2013 – Mai 2014)
- Kemal Özdeş (Mai 2014 – Juli 2014)
- Gökhan Gedikali (Juli 2014 – September 2014)
- Osman Nuri Işılar 3 (September 2014)
- İrfan Buz (September 2014 – Februar 2015)
- Mesut Bakkal (Februar 2015 – Mai 2015)
- Stuart Baxter (Juni 2015 – September 2015)
- Mehmet Özdilek (September 2015 – Dezember 2015)
- Mustafa Kaplan (Dezember 2015)
- Fuat Çapa (Dezember 2015)
- Yılmaz Vural (Dezember 2015)
- İbrahim Üzülmez (Dezember 2015 – November 2016)
- Ümit Özat (November 2016 – August 2017)
- Mesut Bakkal (September 2017 – November 2017)
- Ümit Özat (November 2017 – Mai 2018)
- Sezai Yıldırım 3 (Mai 2018)
- Erkan Sözeri (Juni 2018 – März 2019)
- İbrahim Üzülmez (März 2019 – Mai 2019)
- Mustafa Kaplan (Juni 2019 – Oktober 2019)
- Hamza Hamzaoğlu (November 2019 – )

## Bekannte ehemalige Spieler
| - Fatih Akyel - Tijani Babangida - Serkan Balcı - Deniz Barış - Elvir Bolić - Uğur Boral - Ömer Çatkıç - Filip Daems - Ahmed Hassan - Gökhan Gönül - Arda Güler (Jugend) - Giray Kaçar | - Kahê - Ümit Karan - Andre Kona Ngole - Geremi Njitap - Patrick Onya - Ümit Özat - Ergün Penbe - Ali Tandoğan - Gökhan Ünal - Jurica Vranješ - Tomasz Zdebel |